# 문화가 있는 오후
문화가 있는 오후는 대한민국의 방송국 기독교광주방송의 라디오 채널 광주CBS 표준FM에서 매주 토요일 오후 5시 5분부터 저녁 6시까지 방송했던 문화 정보 라디오 프로그램이다.

## 같이 보기
- 광주CBS 표준FM
- 기독교광주방송